# Culex delfinadoae
Culex delfinadoae är en tvåvingeart som beskrevs av Sirivanakarn 1973. Culex delfinadoae ingår i släktet Culex och familjen stickmyggor.
Artens utbredningsområde är Filippinerna. Inga underarter finns listade i Catalogue of Life.